# Colonia Nievas
Colonia Nievas es una localidad rural del partido de Olavarría, localizado en el interior de la provincia de Buenos Aires. Se encuentra a 28 km de la ciudad de Olavarría, ciudad cabecera del partido homónimo.

## Población
Cuenta con 10 habitantes (Indec, 2010), lo que representa un descenso del 28% frente a los 14 habitantes (Indec, 2001) del censo anterior.
| Gráfica de evolución demográfica de Colonia Nievas entre 1991 y 2010 |
|                                                                      |
| Fuente: Censos nacionales del INDEC                                  |

## Historia
Fue fundada por 20 familias de alemanes del Volga que provenían de la aldea Holtzel o Hölzel del lado bajo (Wiesenseite) de la colonización germana del Volga. Llegaron en el vapor Hohenstadt en febrero de 1878, con las 15 familias que fundaron Colonia San Miguel. 
Luego de vivir 7 años en Colonia Hinojo, fundaron esta colonia a orillas del Arroyo Nievas. Entre los colonos la llamaban Holtzel.
Entre las familias fundadoras de Colonia Nievas se encuentran:
- Juan Pedro Heiland, nació en 1858 en Hölzer, Rusia. Casado con Barbara Lindner, nacida en 1856 en Hölzer (o Hölzel), Rusia. Juan Pedro Heiland era hijo de Juan Heiland y Ana Margarita Becker (Estos últimos no vinieron a Argentina). Juan Pedro Heiland y Barbara Lindner tuvieron 8 hijos.

- Miguel Wagner, nació en 1841 en Hölzer (o Hölzel), Rusia. Casado con Ana Maria Kraser, nacida en Hölzer (o Hölzel), Rusia. Miguel Wagner era hijo de Miguel Wagner y Ana Maria Kloster, quienes llegaron junto a sus hijos en el año 1878. Miguel Wagner y Ana Maria Kraser tuvieron 9 hijos.[1]

La aldea Hölzel en Rusia fue inundada durante la construcción de la Central hidroeléctrica de Volgogrado y sus habitantes desplazados por Stalin; muchos fueron reubicados probablemente en la localidad vecina conocida hoy como Kochetnoye; la ciudad actual no es el asentamiento original.  Los habitantes de la Colonia Nievas mantenían aún contacto con sus parientes rusos por carta en esa época.